# Jaime Lobo e Silva
Jaime Lobo e Silva (Ericeira, 9 de novembro de 1875 — 11 de setembro de 1943) foi um músico e escritor português.

## Vida
Jaime Lobo e Silva passou a sua infância na Ericeira. A 6 de Maio de 1895 estava na recruta militar, onde foi ocupar o cargo de aprendiz de música no Regimento de Infantaria 5. A 3 de Novembro de 1898 estava no Regimento 2 de Caçadores da Rainha. A partir de 1900, e até à sua morte, em 1943, permaneceu na Ericeira, com exepção do período entre 1918 e 1925, em que trabalhou em Lisboa, na secretaria da Escola Académica e, a convite de Rafael Salinas Calado (1893-1962), trabalhou, pontualmente, na Santa Casa da Misericórdia de Torres Vedras. Jaime Lobo e Silva foi, até à sua morte, escrivão da Santa Casa da Misericórdia da Ericeira, sua terra natal. Exerceu várias actividades, entre outras, a de arquivista, arqueólogo, bibliógrafo, paliógrafo, e registava e vacinava crianças. Foi, desde 1900 até cerca de 1937, músico e colaborador das várias filarmónicas que existiram na Ericeira, nomeadamente, copiando e transcrevendo inúmeras partituras para o uso dos respectivos músicos filarmónicos. 
Jaime Lobo e Silva escreveu vários artigos para a revista «O Arqueólogo Português»     Escreveu um folheto sobre o mobiliário do século XVIII, cuja autoria omitiu aquando da sua impressão. 
Foi correspondente, entre 1909 e 1916, do jornal «Mala da Europa»  onde escreveu crónicas de usos e costumes, bem como destacados eventos e inaugurações que surgiam da Ericeira. Neste jornal também colaboraram Manuel Arriaga, Teófilo Braga, e ainda Tomás Ribeiro. Foi igualmente correspondente do jornal "Gazeta de Torres". Em «A Ericeira na gazeta de Torres», Lobo e Silva, juntamente com Luís Palhano, escreveu acerca das elites e das instituições e associações da história local, entre 1927 a 1933.
Jaime Lobo e Silva trocou correspondência com várias personalidades da cultura da sua época, conforme nos chegou em documentação epistolar depositada no Arquivo-Museu da Santa Casa da Misericórdia da Ericeira. Entre eles constam as personalidades de Patrocínio Ribeiro (1882-1923), António Bento Franco (1890-1960), António Fidélis da Costa (1872-1955), que assinava sob o pseudónimo de Ericio, Carlos Galrão (1857-1953), Alberto Augusto de Sousa (1880-1961), António Duarte Resina, Rafael Salinas Calado (1893-1962), Félix Alves Pereira (1865-1936), José Maria Cordeiro de Sousa (1886-1968), Ludovico de Menezes (1860-1949), Joaquim de Carvalho (1892-1958), Carlos da Silva Lopes (1904-1978), Julião Palhano, Jorge Fino, e Horácio Rubim Gorjão, entre outros.
Em Julho de 1995 o seu nome foi dado a uma casa da cultura sita na Rua Mendes Leal na Ericeira.
Jaime Lobo e Silva era conhecido carinhosamente por Mestre Jaime, devido à sua actividade enquanto músico filarmónico. Mestre Jaime escreveu e publicou, em vida, o livro Anais da Vila da Ericeira. Primeiramente, os Anais foram publicados na revista O Instituto (1932),   e só depois, então, como separata (1933).
Eis alguns dos principais escritos de Mestre Jaime: 
- «Anais da vila da Ericeira», 1933, onde o autor fez o registo cronológico dos acontecimentos referentes à vila da Ericeira entre 1229 e 1943.[13]

- «Tia Maria Ásquinha», um conjunto de narrativas onde Lobo e Silva descreve com detalhe alguns personagens da época como é o caso de "o Boi Caraça", do Veloso, do Bibem, entre outros.[14]

- «Na roda do ano» relata a Ericeira do século XIX. Mestre Jaime descreveu com minúcia os usos e costumes da vila pitoresca, passando pelas festas religiosas e profanas da Ericeira.[15]

- «Na banda da minha terra», refere-se aos fundadores da filarmónica, sendo eles, Joaquim Elisário Ferreira, António da Costa Batalha e Frei Vicente de São Joaquim Rodrigues Costa. Deixou também registado os maestros (mestres) da banda, como foi o caso de «Parnau» de « Catolicão » e de «Pataco», entre outros. Registou também a fundação de várias filarmónicas, fanfarras e orquestras, descreveu os uniformes, e defendeu os músicos, enquanto classe mal-compreendida pelo público em geral.[16]

- «A vida quotidiana nos começos da 1ª Républica» [17] inclui textos introdutórios e reúne breves noticias da vila. [18]

- "A Ericeira na Gazeta de Torres: 1927-1933".[8]

- "Memórias de Um Escrivão" que inclui um conjunto diversificado de textos de Mestre Jaime, desde contos regionais até aos elementos que se referem à História da Ericeira, sua população, igrejas e ermidas, alfândega e capitania do porto, comércio e indústria, sociedades recreativas, entre outros textos.[19]

Mestre Jaime tinha muitos amigos, um deles era Alberto de Sousa, o pintor jagoz que mais tarde pintou o amigo. A aguarela está exposta na Casa de Cultura Jaime Lobo e Silva.

## Obra de Jaime Lobo e Silva
1- Anais da Vila da Ericeira
2- Memórias de Um Escrivão (Na Roda do Ano, A Filarmónica, Tia Maria Asquinha...)
3- Artigos de O Arqueólogo Português (1909, 1914-1915, 1918)
4- Mobiliário do Século XVIII (1943, sem indicação de autoria)
5- Colecção de Textos de Imprensa da Mala da Europa (1909-1916)
6- Colecção de Textos de Imprensa da Gazeta de Torres (1929-1931)
7- Textos de Imprensa Avulsos (1924; 1933)
8- Cópia de Fragmentos do Diário do professor Joaquim Elisiário Ferreira (1915)
9- Biografias da Ericeira (1940)
10- Correspondência (ca. 50 cartas)
11- Transcrições Paleográficas
12- Transcrições Musicais (Arquivo-Museu SCME e Filarmónica Cultural da Ericeira)